# Lepthyphantes kekenboschi
Lepthyphantes kekenboschi är en spindelart som beskrevs av Robert Bosmans 1979. Lepthyphantes kekenboschi ingår i släktet Lepthyphantes och familjen täckvävarspindlar.
Artens utbredningsområde är Kenya. Inga underarter finns listade i Catalogue of Life.